# 친일파 708인 명단 - 도지사
친일파 708인 명단 - 도지사는 2002년 민족정기를 세우는 국회의원모임에서 발표한 친일파 708인 명단 가운데 도지사 43명의 명단이다. 유형이 중복되는 경우에는 이름 옆에 해당 유형을 부기했다.

## 〈도지사〉 목록

### 가
- 강필성 (姜弼成) : 황해도 - 중추원, 도 참여관, 조선총독부 사무관
- 고안언 (高安彦) : 평안북도, 평안남도, 경기도 - 조선총독부 사무관[1]
- 고원훈 (高元勳) : 전라북도 - 중추원, 도 참여관, 군수산업 관련자
- 김관현 (金寬鉉) : 충청남도, 함경남도 - 중추원, 도 참여관
- 김대우 (金大羽) : 전라북도, 경상북도 - 조선총독부 사무관, 도 참여관
- 김동훈 (金東勳) : 충청북도 - 도 참여관, 조선총독부 사무관
- 김병태 (金秉泰) : 황해도, 전라북도 - 도 참여관, 조선총독부 사무관
- 김서규 (金瑞圭) : 전라남도, 전라북도, 경상북도 - 중추원, 도 참여관
- 김시권 (金時權) : 함경북도, 전라북도, 강원도 - 도 참여관, 조선총독부 사무관
- 김윤정 (金潤晶) : 충청북도 - 중추원, 도 참여관

### 나
- 남궁영 (南宮營) : 충청북도 - 중추원, 도 참여관, 조선총독부 사무관

### 바
- 박상준 (朴相駿) : 강원도, 함경북도, 황해도 - 일본 귀족원 및 제국의회 의원, 중추원, 도 참여관
- 박영철 (朴榮喆) : 강원도, 함경북도 -  중추원, 도 참여관
- 박재홍 (朴在弘) : 충청북도, 충청남도 - 도 참여관, 조선총독부 사무관
- 박중양 (朴重陽) : 충청남도, 황해도, 충청북도 - 일본 귀족원 및 제국의회 의원, 중추원

### 사
- 석진형 (石鎭衡) : 충청남도, 전라남도 - 도 참여관
- 손영목 (孫永穆) : 전라북도, 강원도 - 도 참여관, 조선총독부 사무관, 기타
- 송문헌 (宋文憲) : 황해도, 충청남도 - 조선총독부 사무관
- 신석린 (申錫麟) : 강원도, 충청남도 - 중추원, 도 참여관, 친일단체
- 신응희 (申應熙) : 함경남도, 황해도 - 중추원

### 아
- 엄창섭 (嚴昌燮) : 전라남도, 경상북도 - 중추원, 도 참여관, 조선총독부 국장, 조선총독부 사무관
- 원응상 (元應常) : 강원도, 전라남도 - 중추원, 도 참여관
- 유만겸 (兪萬兼) : 충청북도 - 중추원, 도 참여관, 조선총독부 사무관
- 유성준 (兪星濬) : 강원도, 충청남도 - 중추원, 도 참여관
- 유진순 (劉鎭淳) : 충청남도 - 중추원, 도 참여관, 기타
- 유혁로 (柳赫魯) : 평안북도, 충청북도 - 중추원, 도 참여관
- 유홍순 (劉鴻洵) : 강원도 - 조선총독부 사무관
- 윤갑병 (尹甲炳) : 강원도 - 일진회, 중추원, 도 참여관, 친일단체
- 윤태빈 (尹泰彬) : 강원도, 충청북도 - 도 참여관, 조선총독부 사무관
- 이규완 (李圭完) : 강원도, 함경남도
- 이기방 (李基枋) : 충청남도 - 도 참여관, 조선총독부 사무관
- 이두황 (李斗璜) : 전라북도
- 이범익 (李範益) : 강원도, 충청남도 - 중추원, 도 참여관, 조선총독부 사무관
- 이성근 (李聖根) : 충청남도 - 도 참여관, 조선총독부 사무관, 애국자 살상자, 경시, 기타
- 이원보 (李源甫) : 전라북도 - 중추원,  도 참여관, 조선총독부 사무관, 애국자 살상자, 조선총독부 경시
- 이진호 (李軫鎬) : 평안남도, 경상북도, 전라북도 - 일본 귀족원 및 제국의회 의원, 중추원, 조선총독부 국장, 기타
- 이창근 (李昌根) : 충청북도, 경상북도 - 도 참여관, 조선총독부 사무관

### 자
- 장헌식 (張憲植) : 충청북도, 전라남도 - 중추원, 도 참여관, 조선총독부 사무관, 기타
- 정교원 (鄭僑源) : 황해도, 충청남도, 충청북도 - 중추원, 도 참여관, 조선총독부 사무관, 기타
- 정연기 (鄭然基) : 전라북도 - 중추원, 도 참여관, 조선총독부 사무관
- 조희문 (趙羲聞) : 황해도 - 중추원

### 하
- 한규복 (韓圭復) : 충청북도, 황해도 - 중추원, 도 참여관
- 홍승균 (洪承均) : 충청북도, 전라북도 - 도 참여관, 조선총독부 사무관, 친일파 708인 명단 - 기타

## 같이 보기
- 민족문제연구소의 친일인명사전 수록예정자 명단 - 관료
- 대한민국 정부 발표 친일반민족행위자 명단 - 통치 기구